# Aleksandar Radunović
Aleksandar Radunović (Novi Bečej, Yugoslavia, 9 de mayo de 1980) es un exfutbolista y entrenador serbio.

## Clubes como jugador
| Club                 | País    | Año         | Partidos | Goles |
| -------------------- | ------- | ----------- | -------- | ----- |
| FK Radnički Belgrado | Serbia  | 2001 - 2002 | 5        | 0     |
| FK Budućnost Valjevo | Serbia  | 2002 - 2003 | 22       | 1     |
| FK Radnički Belgrado | Serbia  | 2003 - 2004 | 6        | 0     |
| Korona Kielce        | Polonia | 2004 - 2005 | 23       | 0     |
| ŁKS Łódź             | Polonia | 2005 - 2007 | 18       | 0     |
| FK BSK Borča         | Serbia  | 2007 - 2013 | 146      | 7     |
| FK Radnički Šid      | Serbia  | 2013 - 2014 | 28       | 1     |

## Clubes como entrenador
| Club                          | País    | Año         |
| ----------------------------- | ------- | ----------- |
| FK Vojvodina (cantera)        | Serbia  | 2018        |
| Legia de Varsovia (asistente) | Polonia | 2019 - 2021 |